# طارق افري
طارق افري (بالهولندية: Tarik Evre)‏ (29 مايو 1996 بآمرسفورت في هولندا - ) هو لاعب كرة قدم هولندي في مركز الدفاع.

## روابط خارجية
- طارق افري على موقع قاعدة بيانات كرة القدم.إي يو (الإنجليزية)
- طارق افري على موقع Soccerway.com (الإنجليزية)
- طارق افري على موقع عالم كرة القدم.نت (الإنجليزية)